# Актуальні проблеми міжнародних відносин
«Актуальні проблеми міжнародних відносин» — збірник наукових праць Інституту міжнародних відносин КНУ імені Тараса Шевченка, засноване 1996 року. У виданні висвітлюються актуальні політичні проблеми міжнародних відносин; сучасна система міжнародного права; особливості розвитку світового господарства та міжнародних економічних відносин, соціально-економічного та інноваційного розвитку зарубіжних країн.
Матеріали збірників групуються за рубриками:
- Міжнародні відносини та зовнішня політика
- Світове господарствово і міжнародні економічні відносини
- Міжнародний бізнес
- Міжнародне право
- Міжнародна інформація

## Редакційна колегія
Головний редактор: В. В. Копійка, доктор політичних наук, професор
Заступники головного редактора: М. С. Дорошко, доктор історичних наук, професор; М. П. Хмара, кандидат економічних наук
Відповідальний редактор: Л. Ф. Макеєнко